# Супі Сейлс
Супі Сейлс (англ. Soupy Sales, справжнє ім'я — Мільтон Супман, англ. Milton Supman; 8 січня 1926 — 22 жовтня 2009) — американський комедійний актор, радіо- і телеведучий.
Мільтон Супман народився 8 січня 1926 року у Франклінтоні, штат Північна Кароліна. Своє прізвисько — Супі — майбутній актор отримав ще в дитинстві, так хлопчика називали батьки. Пізніше, коли Супман став відомим, він вирішив узяти псевдонім, заснований на дитячому прізвиську. Прізвище Сейлс комік узяв на честь американського актора Чарльза Сейлса.
Супі Сейлс, кар'єра якого почалася в 1949 році, коли він приїхав до Мічигану і влаштувався ведучим ранішнього радіошоу, запам'ятався американським глядачам завдяки участі в програмі Lunch with Soupy Sales (пізніше було перейменовано в Soupy Sales Show). Особливість цього шоу полягало в тому, що в кінці кожного випуску в обличчя Супі Сейлса летів пиріг з кремом. За підрахунками фахівців, протягом всієї півстолітньої кар'єри в коміка було кинуто щонайменше 20 тисяч кремових пирогів. У одному зі своїх інтерв'ю Сейлс якось сказав, що його б нітрохи не засмутило, якби він запам'ятався глядачам тільки як жертва «тортометальників».
Помер у одному з хосписів Нью-Йорка на 84-му році життя.